# 比夫市镇
比夫市镇（瑞典語：Bjuvs kommun）是瑞典南部斯科讷省的一个市镇。其治所位于比夫。